# Guillaume Van Strydonck
Guillaume Van Strydonck, né le 10 décembre 1861 à Namsos en Norvège et mort à Saint-Gilles (Bruxelles) le 2 juillet 1937, est un pastelliste belge, peintre de genre, de natures mortes, de compositions historiques. Il est aussi portraitiste, paysagiste et peintre de marines.

## Biographie

### Formation
Dès l'âge de douze ans, il suit les cours d'Édouard Agneessens. Son frère, Léopold est créateur de bijoux et de médailles.
Il étudie à l'Académie des beaux-arts de Bruxelles de 1876 à 1884 où il est l'élève de Jean-François Portaels, puis chez Jean-Léon Gérôme, à l'École nationale des beaux-arts à Paris. Il obtient une mention honorable (troisième prix) au Prix de Rome de 1883. 
Il obtient également le prix Godecharle en 1883 et expose au salon de L'Essor. Cette même année, il devient membre fondateur du groupe bruxellois d'avant-garde Les Vingt, et participe à leurs expositions. Il expose également à Paris aux salons de 1883, 1888 et 1889.
En 1886, il voyage en Floride, et après avoir peint de façon réaliste, son style évolue vers l'impressionnisme. Il peint des paysages de Machelen où il retrouve les peintres symbolistes Jan Toorop et Degouve de Nuncques, et vers 1890, c'est Blankenberghe lui inspire une vue de marine. 
Dès 1891, il séjourne cinq ans aux Indes, peint des notables, des scènes de genre et des vues de sites. De retour en Europe, influencé par James Ensor, il s'affirme comme précurseur du luminisme, et s'installe le long de l'Escaut, à Weert.
Il professeur à l'académie de Bruxelles de 1900 à 1931, il y enseigne le dessin d'après figure antique.

## Œuvres
- Charles van der Stappen, sculpteur, 1884, huile sur toile, 150 × 121 cm, Musées royaux des Beaux-Arts de Belgique, Bruxelles[1]
- Portrait de Monsieur Wynand Janssens, 1885 , huile sur toile, 74 × 63 cm, Musées royaux des Beaux-Arts de Belgique, Bruxelles[2]
- Stéphanie en blanc, 1885, huile sur toile, 102 × 75 cm, Musée royal des beaux-arts d'Anvers[3]
- Le Vieillard et les trois jeunes hommes, 1887, huile sur toile, 143 × 202 cm, Musée des beaux-arts de Tournai[4]
- Portrait d'amis à Blankenberghe, 1890, huile sur toile, Musée des beaux-arts de Tournai[5]
- Récolte de pommes de terre, 1902, huile sur toile, 45 × 55 cm, Collection privée, Vente 2016[6]

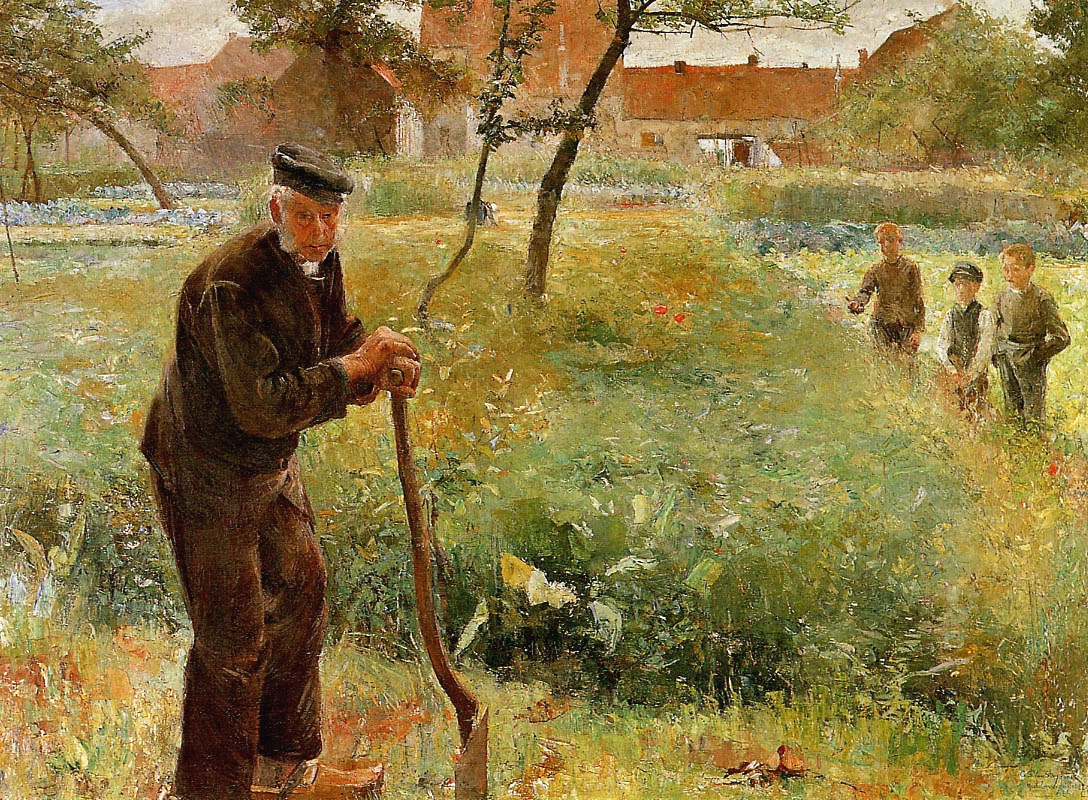
Le Vieillard et les trois jeunes hommes, 1887 Musée des beaux-arts de Tournai
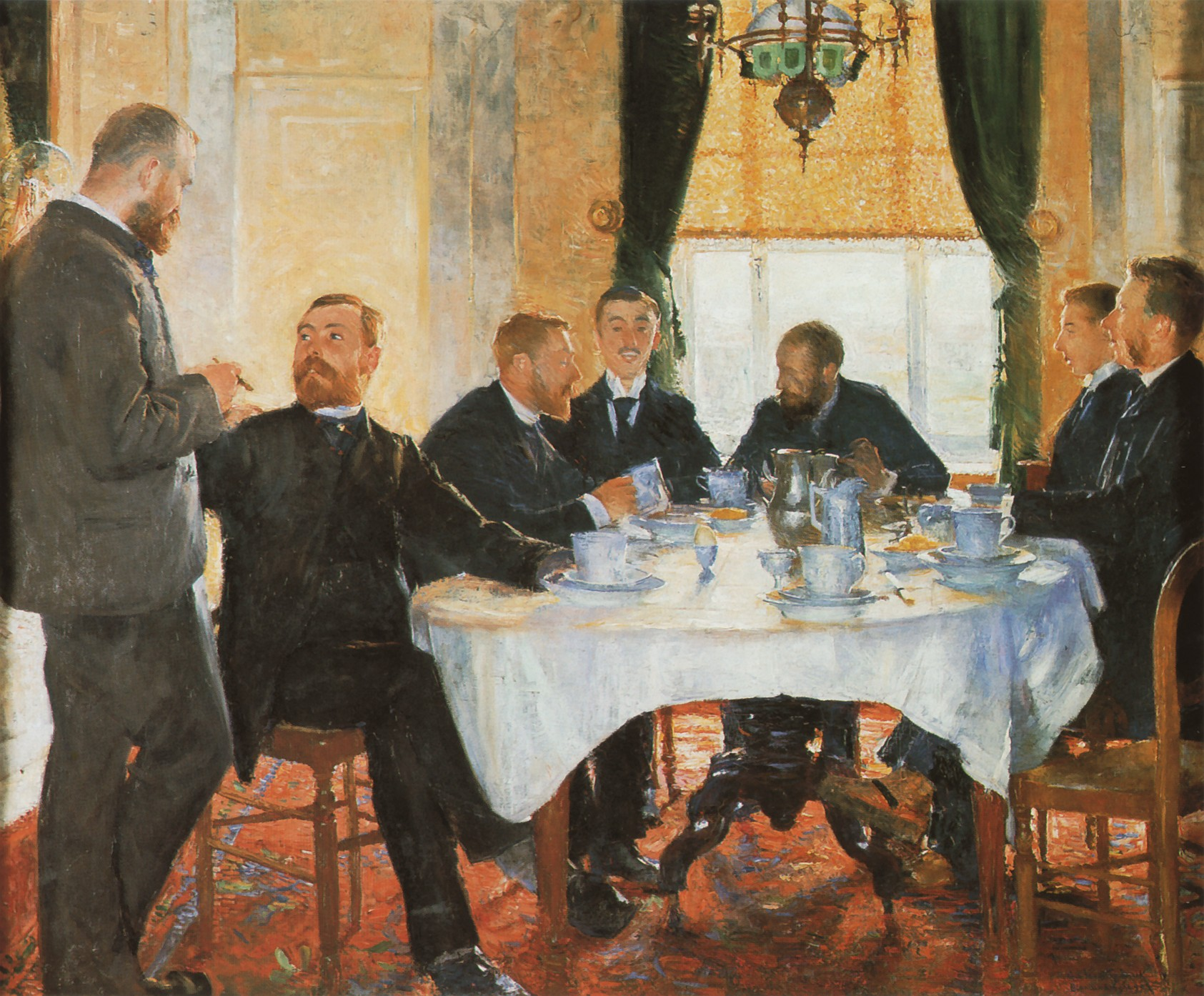
Portrait d'amis à Blankenberghe, 1890 Musée des beaux-arts de Tournai
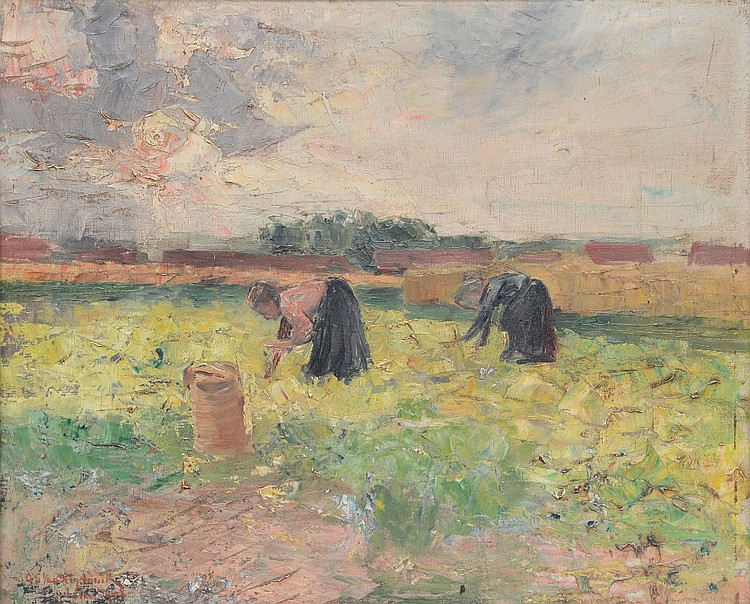
Récolte de pommes de terre, 1902 Collection privée

D'autres œuvres sont conservées à Saint-Josse-ten-Noode au Musée Charlier[réf. nécessaire], à Ixelles, au Musée d'Ixelles, à Arlon, Musée Gaspar, collection de l'Institut Archéologique du Luxembourg, et à Bruges.

Au Musée Charlier
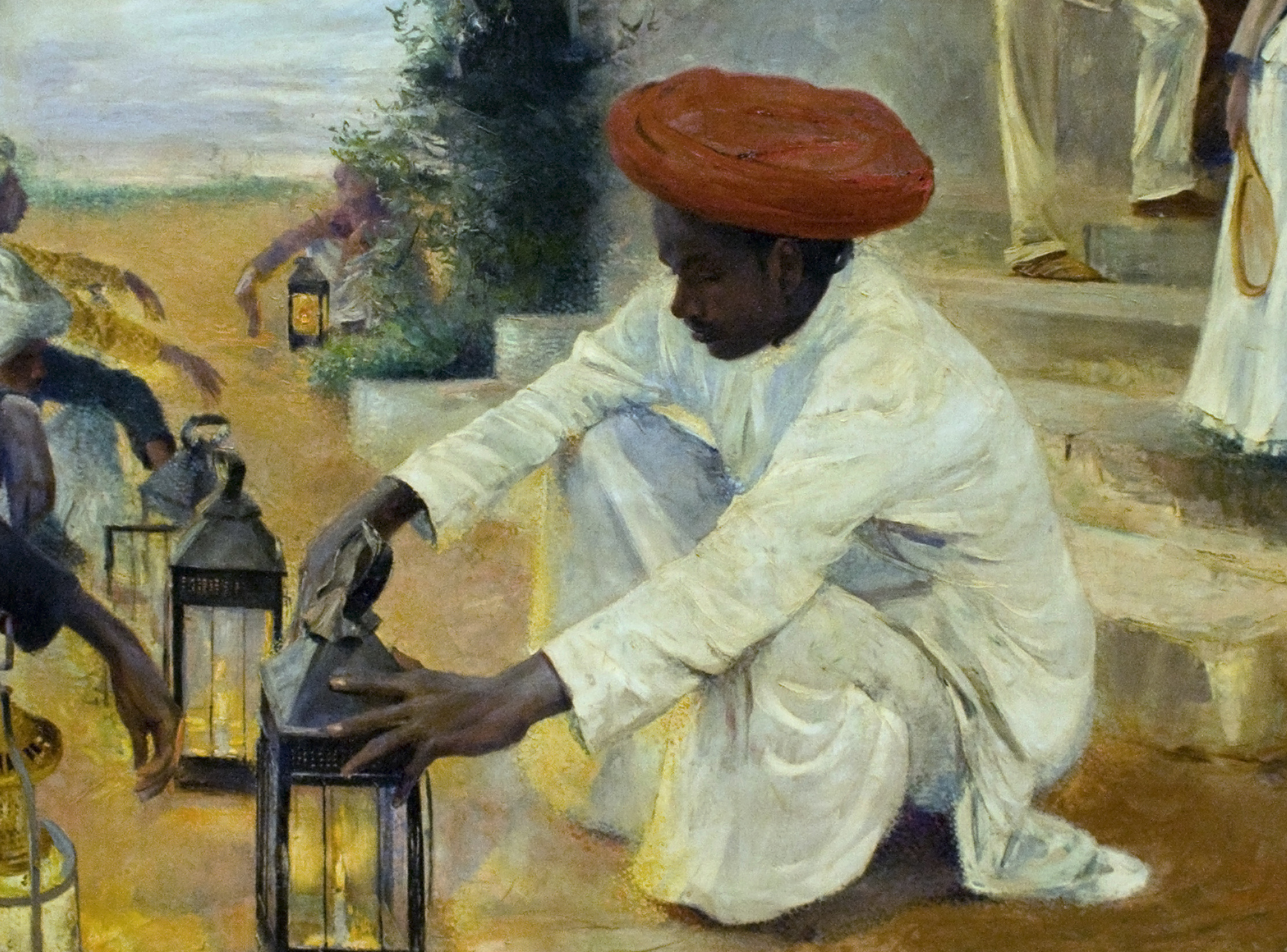
Twilight after tennis
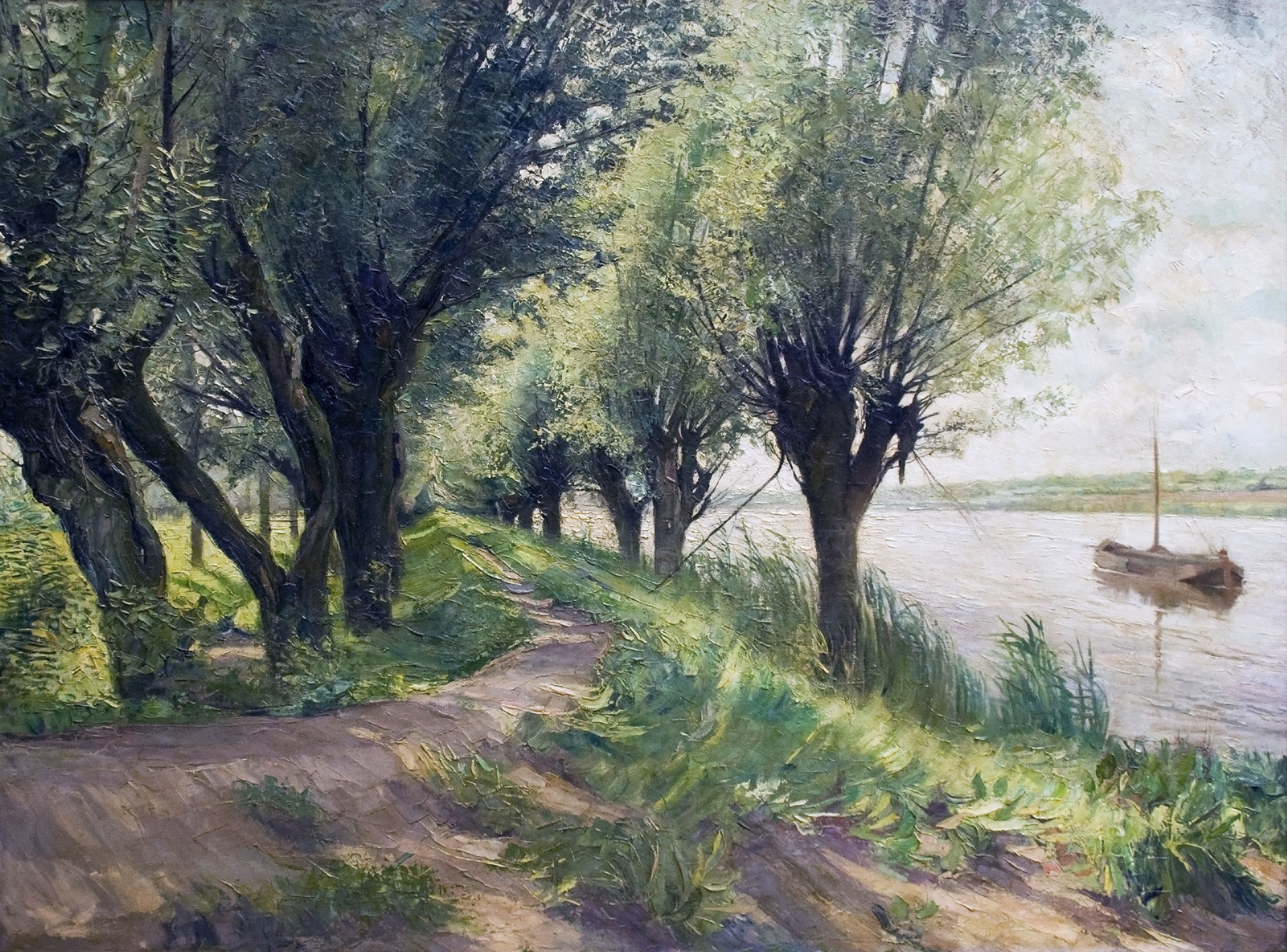
Saules aux bords de l'Escaut
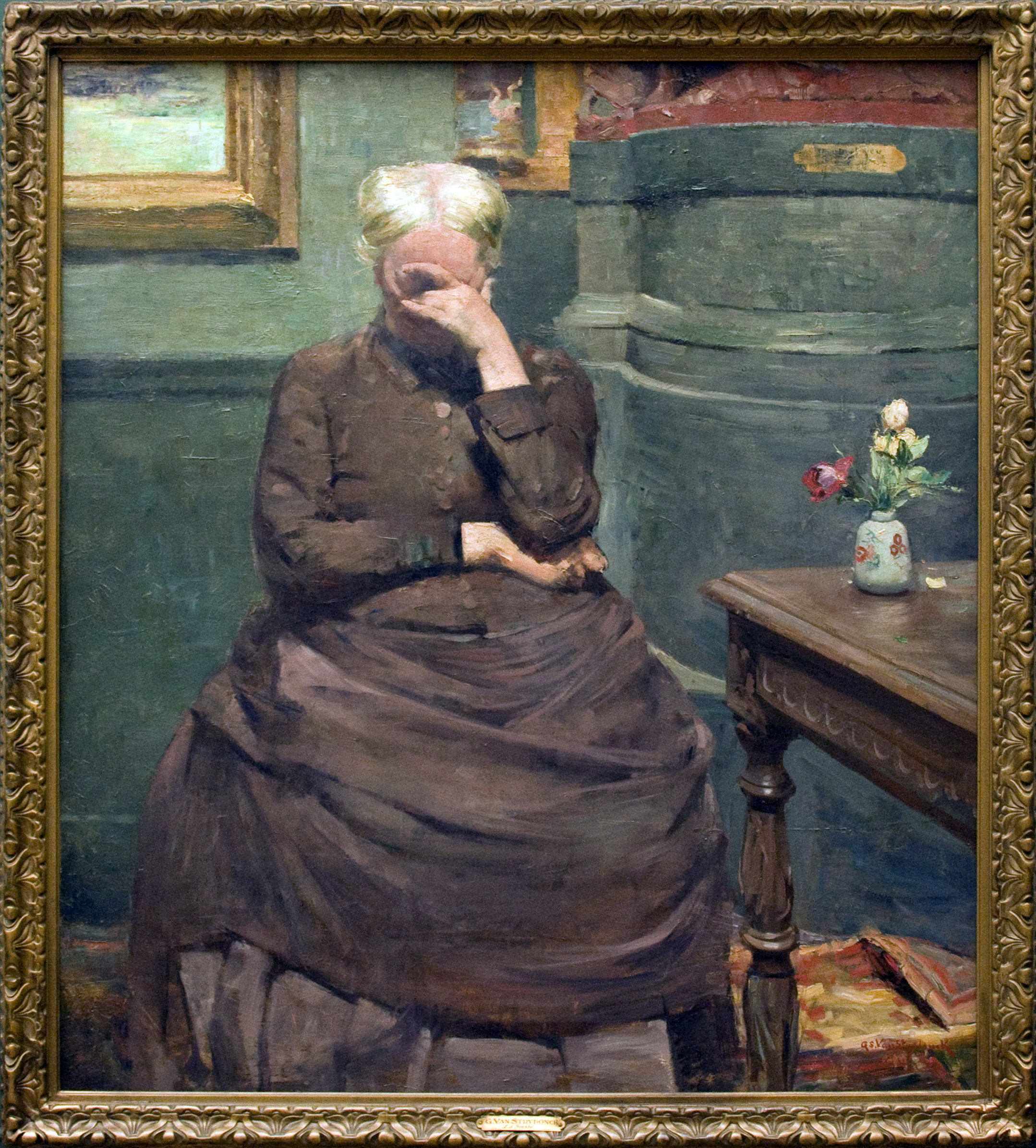
La Sieste

## Rétrospective
- 2002 : Guillaume van Strydonck, les voyages du peintre impressionniste, Musée Charlier à Saint-Josse-ten-Noode